# 网卡

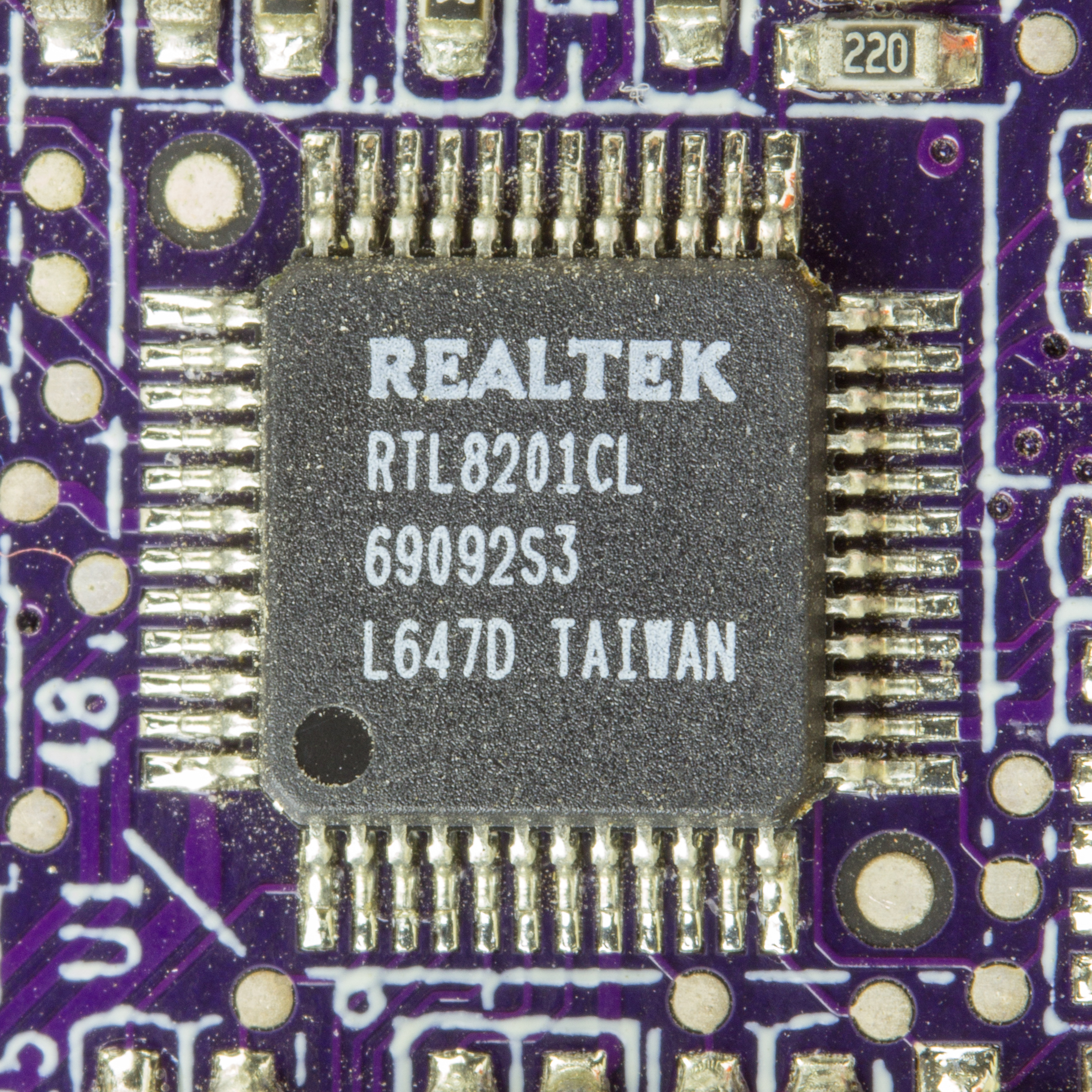
主機板上的內建網路晶片：Realtek RTL8201CL

網路介面控制器（英語：network interface controller，NIC），又稱网络接口控制器，网络适配器（network adapter），网络界面卡（network interface card），或區域網路接收器（LAN adapter），是一块被设计用来允许计算机在计算机网络上进行通讯的计算机硬件。由于其拥有MAC地址，因此属于OSI模型的第2层。它使得用户可以通过电缆或无线相互连接。每一个网卡都有一个被称为MAC地址的独一无二的48位序列号，它被写在卡上的一块ROM中。在网络上的每一个计算机都必须拥有一个独一无二的MAC地址。没有任何两块被生产出来的网卡拥有同样的地址。这是因为电气电子工程师协会（IEEE）负责为网络接口控制器销售商分配唯一的MAC地址。
网卡以前是作为扩展卡插到计算机总线上的，但是由于其价格低廉而且以太网标准普遍存在，大部分新的计算机都在主板上集成了网络接口。除非需要多接口，否则不再需要一块独立的网卡。甚至更新的主板可能含有内置的双网络（以太网）接口。
能够连接无线网络的网卡被称为无线网卡。

## 技术
网卡使用一个特定的物理层和数据链路层标准，例如以太网或令牌环来实现通讯所需要的电路系统。这为一个完整的网络协议栈提供基础，使同一局域网中的小型计算机组以及通过路由协议连接的广域网，例如IP，都能够进行通讯。
有四种技术被用来传送数据，网络接口控制器可能使用其中的一种或多种。
- 轮询，即微处理器在程序控制下检查周边设备的状态。
- 程序化I/O，即微处理器通过将地址送到系统地址总线上来通知制定的周边设备。
- 中断驱动I/O，即当周边设备准备好传送数据时通知微处理器。
- DMA，即智能周边设备通过控制系统总线来直接访问内存。这种方法减轻CPU的负荷，但是需要网卡上拥有一个独立的处理器。

一块网卡通常配有一个双绞线、光纖、BNC、AUI、HomePNA接口，其中後三者在現今已較少見，光纖則多用於伺服器。网络电缆通过这些接口与网卡连接。网卡上还有一些LED用来告诉用户网络是否正在工作，以及是否有数据正在传输。网卡通常可达到10/100/1000 Mbps（Mbit/s）。这意味着它们能够支持10、100或1000兆比特每秒的传输速率。

## 主機板內建網卡(LOM)
主機板內建網路晶片(LAN On Motherboard, LOM)是將網路功能整合至主機板上的概念，其功能可以取代傳統的獨立網路介面卡(Network Interface Card, NIC)。

## 知名厂商
- 3Com
- Atheros/Qualcomm Atheros
- AMD
- ASIX Electronics  （页面存档备份，存于）
- Broadcom
- Dell
- Digital Equipment Corporation
- D-Link
- Intel
- Marvell Technology Group
- National Semiconductor
- Netgear  （页面存档备份，存于）
- Novell
- Realtek
- VIA  （页面存档备份，存于）
- SiS
- TP-Link